# Golpes de Estado na Venezuela
Golpes de Estado na Venezuela têm ocorrido quase desde a fundação da República, durante a história da Venezuela, em várias ocasiões utilizou de rebeliões, motins ou revoluções civis ou militares para derrubar e instalar governos, ou para mudar sua forma e direção, seja pela força ou intimidação, e até mesmo tentando usar métodos pseudo-legais; gradualmente com a consolidação de um sistema democrático no país, cada vez menos recorreu-se a esta prática.
A primeira insurreição ocorrida na Venezuela foi registrada em 1835 contra o governo de José María Vargas pelo Congresso conservador e de José Antonio Páez, o último foi produzido em 11 de abril de 2002 que causou a breve derrubada de Hugo Chávez e a instalação de um governo de facto de Pedro Carmona.

## Golpe de Estado de 1908
O golpe de Estado de 19 de dezembro de 1908, foi um movimento liderado pelo General Juan Vicente Gómez na Venezuela, segundo o qual, na ausência do presidente Cipriano Castro, este toma o poder e institui um regime ditatorial, seja diretamente sendo eleito presidente pelo Congresso ou indiretamente através de governos civis fantoches que lhe obedeciam. Argumentando uma conspiração para assassiná-lo, Gomez deu o golpe em dezembro de 1908, levando uma ditadura brutal até sua morte em 1935.

## Golpe de Estado de outubro de 1945
Conhecido por seus partidários como a “Revolução de Outubro”, foi um golpe de Estado na Venezuela contra o governo do presidente Isaías Medina Angarita, conduzido por uma coalizão das forças armadas e do partido político Ação Democrática, levou à chegada ao poder de Rómulo Betancourt. Um dos aspectos mais controversos que cercam os acontecimentos de 1945, foi o título de "Revolução" denominado pelos membros da Ação Democrática, que não foi mais que um golpe militar-cívico, que teve como principais líderes Rómulo Betancourt e Marcos Pérez Jiménez.

## Golpe de Estado de 1948
O golpe de 24 de novembro de 1948 foi um levante militar e político contra o presidente venezuelano democraticamente eleito Rómulo Gallegos, que foi derrubado e forçado ao exílio, em seu lugar foi instalada uma junta militar encabeçada por Carlos Delgado Chalbaud, e também integrada pelos tenentes-coronéis Marcos Pérez Jiménez e Luis Felipe Llovera Páez; a junta militar após o assassinato em 1950 de Chalbaud, nomeou Germán Suárez Flamerich, que governaria até o desconhecimento dos resultados das eleições de 1952, por Pérez Jiménez que sendo parte da junta declarou-se vencedor da eleição e iniciou uma ditadura que seria derrubada em 1958.

## Golpe de Estado de janeiro de 1958
O golpe de Estado de 23 de janeiro de 1958, também conhecido como Junta Civil-Militar de Governo de 1958 ou a derrubada do general Marcos Pérez Jiménez foi um acontecimento histórico ocorrido na Venezuela, por meio do qual pôs fim a ditadura do general Marcos Perez Jimenez, que foi forçado a deixar o país rumo a República Dominicana a bordo do avião presidencial "La Vaca Sagrada". Perez Jimenez estava ocupando o cargo de presidente da Venezuela desde o início dos anos 50, com o fim de seu regime começou o processo democrático na Venezuela, não bem antes dessa data o país já tinha tido algumas curtas experiências ou ensaios democráticos em 1947.

## Tentativa de golpe de Estado de fevereiro de 1992
Em 4 de fevereiro de 1992, um grupo de soldados executou uma tentativa de golpe na Venezuela contra o presidente constitucional Carlos Andres Perez. A tentativa fracassou em alcançar os seus objetivos e os rebeldes se renderam. Entre os oficiais que comandaram essa manobra estavam basicamente quatro tenentes-coroneis do Exército: Hugo Chávez,, Francisco Arias Cárdenas Yoel Acosta Chirinos e Jesús Urdaneta.
Este evento transformou radicalmente a vida política venezuelana, introduzindo novos atores no cenário: dos quatro protagonistas, o primeiro se tornaria presidente em 1999; no entanto, Arias também se aventurou na política, foi eleito governador do estado de Zulia, foi candidato presidencial em 2000 - competindo com os seus próprio ex-companheiro Hugo Chavez, Acosta manteve um perfil baixo e Urdaneta tornou-se um crítico das políticas realizadas pelo governo Chávez.
Todos os participantes desta ação foram levados para a prisão pelo golpe, sendo sua causa posteriormente rejeitada, e postos em liberdade dois anos mais tarde, durante a presidência de Rafael Caldera.

## Golpe de Estado de abril de 2002
O Golpe de Estado de 11 de abril de 2002, foi uma tentativa de derrubar o presidente da Venezuela, Hugo Chávez, que foi preso em 12 de abril de 2002 e inicialmente levado para o Forte Tiuna, localizado no sul de Caracas. Nesse mesmo dia, o empresário Pedro Carmona autodeclarou-se como presidente interino. Seu primeiro ato oficial foi a dissolução do Parlamento (Assembleia Nacional), do Supremo Tribunal de Justiça, do Conselho Nacional Eleitoral, a remoção de todos os governadores, prefeitos e vereadores, do Procurador-Geral, da Controladoria e Ouvidoria, bem como a eliminação das 48 leis habilitantes então em vigor, e uma pequena alteração à Constituição, restaurando o nome de "República da Venezuela", tendo removido o título de "Bolivariana".
A partir desta data, milhares de partidários de Chávez vieram a protestar em frente ao Palácio de Miraflores e da brigada de pára-quedistas em Maracay. O general Raúl Isaías Baduel (que em janeiro de 2012 foi preso pelo governo, segundo ele por se opor a Chavez) se opôs ao governo de Carmona, e passou a buscar ativamente uma forma de restaurar Chávez ao poder.
Em 14 de abril de 2002, Chávez foi libertado da prisão militar na ilha de Orchila e foi reintegrado como presidente constitucional da Venezuela.